# 인터셉터 (2022년 영화)
《인터셉터》(영어: Interceptor)는 2022년 공개된 오스트레일리아의 액션 모험 드라마 영화이다.

## 출연

### 주연
- 엘사 파타키 - JJ 콜린스 역
- 루크 브레이시 - 알렉산더 역
- 마커스 존슨 - 저너럴 다이슨 역

### 조연
- 에런 글레넨 - 비버 역
- 폴 시저 - 캡틴 루 웰시 역